# إريك بيفرلي
اريك بيفرلي (بالإنجليزية: Eric Beverly)‏ هو لاعب كرة قدم أمريكية أمريكي، ولد في 28 مارس 1974 في كليفلاند في الولايات المتحدة.